# 宁州镇
宁州镇是中国江西省九江市修水县下辖的一个镇。

## 行政区划
宁州镇下辖：
南崖居委会、坪田村、高塅村、范塅村、竹塅村、岗上村、吴都村、走马村、桐源村、湘竹村、芦塘村、黄田村、茶舍村、西茗。